# シモデンスタッフサービス
シモデンスタッフサービス株式会社（英称：SHIMODEN STAFF SERVICE Co.,LTD.、略称：SSS）は岡山県岡山市北区に本社のある人材派遣会社で、下津井電鉄の関連会社である。
元々1969年10月に下電整備株式会社として設立された車両整備会社で、下津井電鉄のバスの整備などを行う会社であったが、規制緩和による減収などもあり、車両整備事業から撤退。2001年4月に現社名に変更し人材派遣会社として再出発した。2007年1月には中型バス2台（三菱ふそう・エアロミディMM）・小型バス1台（トヨタ・ハイエースコミューター）で貸切バス事業にも参入したが、2007年12月にシモデングループの方針として貸切バス事業を廃止した。
なお、岡山県岡山市西市にあった旧下電整備の跡地は、現在、ヤマダ電機テックランド岡山本店となっている。

## かつての貸切バス車庫所在地
- 児島車庫
  - 岡山県倉敷市児島味野三丁目2番10号（下津井電鉄児島営業所）
  - 下津井電鉄児島営業所へ管理委託。

## 関連会社

### シモデングループ
岡山県内
- 下津井電鉄株式会社
- シモデンツアーサービス株式会社
- 下電タクシー株式会社
- 東和タクシー株式会社
- 下電運輸株式会社
- 下電物産株式会社（出光興産）
- 下電開発株式会社
- 下電住建株式会社
- エス・ディコーポレーション株式会社
- 下電造園土木株式会社
- 株式会社シモデンテクノサービス
- 下電重機株式会社
- 東中国イシコ建機株式会社
- 株式会社シモデンツーリスト
- 株式会社ホテルサンルート岡山
  - つぼ八
- 株式会社シモデンフードサービス（北前そば高田屋）
- 株式会社シモデンツタヤクラブ（TSUTAYA）
- 株式会社経営会議
- 下電商事株式会社
- 社会福祉法人メルヘンドルフ福祉会
  - 特別養護老人ホーム矢掛荘

岡山県外
- 杉並交通株式会社（東京無線タクシー）
- 三鷹交通株式会社
- 東和整備株式会社

海外
- 中日合資・上海永山出租汽車有限公司（上海永山タクシー）
- 広州永山園芸有限公司

### 備北グループ
- 備北バス株式会社
- 備北開発株式会社
- 備北タクシー株式会社
- 備北オートセンター株式会社
  - キャッスルゴルフガーデン
- ビホクツーリスト株式会社

### 岡山プラザホテルグループ
- 岡山プラザホテル株式会社
- プラザ交通株式会社
- 吉備タクシー株式会社
- 山陽自動車興業株式会社
- 岡山コンクリート工業株式会社
- 岡山ロードサービス株式会社

### その他
- 日生運輸（備前バス）
- 阪急バス